# Cubal

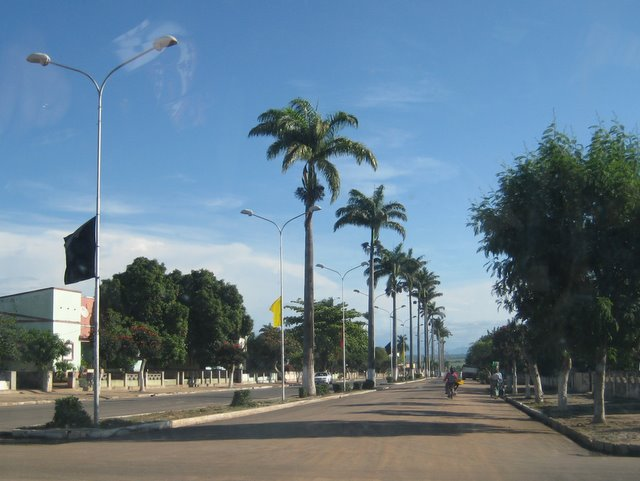
Avenida 1 de mayo

Cubal  es un municipio de la provincia de Benguela, en Angola. Su capital, la ciudad de Cubal, es de origen colonial portugués y se sitúa al lado del río del mismo nombre. Posee el título de ciudad desde el 23 de enero de 1968.

## Geografía
El municipio de Cubal se encuentra en las tierras altas de la meseta central de Angola. La ciudad está a aproximadamente 900 metros de altitud sobre el nivel del mar. Está situada  a 146 km de la ciudad de Benguela y a 2006 km de la ciudad de Huambo. El término tiene una extensión en superficie de 4,7946 km² y una población de 252.254 habitantes de los cuales unos 40.000 habitan en la capital y sus barrios. Limita al norte con el municipio de Bocoio; al este con el de Ganda; al sur con el de Chongoroi; y al oeste con el de Caimbambo. El municipio de Cubal está compuesto por la sede de Cubal y tres mancomunidades: Yambala, Tumbulo y Capupa.
La población de la zona es en su gran mayoría de etnia Ovimbundu y el idioma hablado Umbundu además del portugués que es la lengua administrativa.
Los ríos Cubal de Hanha y Cubal de Ganda se unen a la entrada de la ciudad.
En los alrededores de la ciudad existen numerosas haciendas, muchas de ellas abandonadas durante el tiempo de la guerra. Históricamente fue importante en esta zona el cultivo de sisal. Actualmente se cultiva maíz, alubia y cacahuete. Los árboles de mangos son muy abundantes. Los ovimbundu son un pueblo ganadero, sus vacas se alimentan en los pastos del municipio.

## Comunicaciones
El ferrocarril de Benguela (CFB) data de 1908. En 1974 entra en funcionamiento una variante hacia la ciudad de Lobito, donde se encuentra el puerto económicamnete más importante del país, disminuyendo la distancia de 197 km a 153 km. Fue destruido completamente durante la guerra civil. En 2004 vuelve a entrar en funcionamiento tras su destrucción durante la guerra civil de Angola la variante hasta Lobito, y en 2011 se inauguró el tramo hasta la ciudad de Huambo con ayuda de trabajadores chinos.

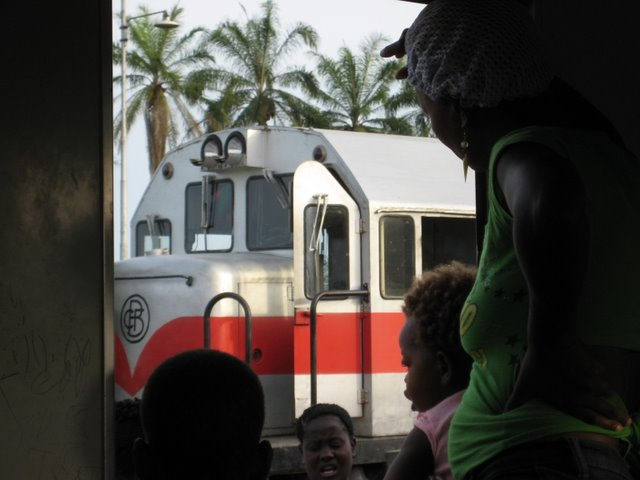
Ferrocarril de Benguela

## Salud
En la ciudad de Cubal existen dos hospitales. En el centro de la ciudad se encuentra el Hospital Municipal de Cubal , actualmente en fase de rehabilitación. En la zona de la misión católica de Tchambungo se localiza el  Hospital Nossa Senhora da Paz de Cubal.
Existen también centros de salud en las diferentes comunas del municipio.